# دليله بيرس
دليله بيرس (بالإنجليزية: Delilah Pierce)‏ هي رسامة أمريكية، ولدت في 1904 في واشنطن العاصمة في الولايات المتحدة، وتوفي بنفس المكان في 1992.